# Al-Farazdak (poeta)
Al-Farazdak, arab. الفرزدق (właściwie: Abu Faris Hammam Ibn Ghalib At-Tamimi) (ur. ok. 640, zm. 728 lub 730 w Basrze) – poeta arabski okresu umajjadzkiego.

## Życiorys
Przezwisko „Al-Farazdak”, czyli „Bochen chleba”, nadano mu z powodu okrągłej, ospowatej twarzy, przypominającej typowy arabski chleb wypiekany w wiejskich piecach. Wywodził się z arystokracji plemienia Tamim – jego ojciec, Ghalib, ze względu na swoją pozycję w Basrze odegrał pewną rolę w konflikcie pomiędzy Alim (656–661) a Mu’awiją (661–680). To zapewne dlatego Al-Farazdakowi przypisywano sympatie proalidzkie, które jednak nie są zbyt widoczne w jego wierszach. Od czasów wczesnej młodości, którą spędził w Basrze, wykazywał się niezwykłą pamięcią i talentem poetyckim. W 669 z niejasnych powodów musiał uciekać przed umajjadzkim namiestnikiem Iraku, Zijadem Ibn Abihim, który groził jego życiu. Schronienie znalazł w Medynie, gdzie został przyjęty z otwartymi ramionami, tak że przebywał tam do 675/6. Później związał się z synem i następcą Zijada Ibn Abihi, Ubajd Allahem, swoje przywiązanie do marwanidzkiej gałęzi Umajjadów potwierdzając panegirykami na cześć synów Marwana (684–685), Biszra i Abd al-Aziza. Za namiestnictwa Al-Hadżdżadża jego pozycja była zagrożona z powodu knowań jego poetyckiego rywala, Dżarira. Został nadwornym poetą kalifa Al-Walida (705–715), któremu poświęcił wiele panegiryków, i pozostał również faworytem jego następcy, Sulajmana (715–717). Za panowania Umara (717–720) znalazł się w cieniu, jednak powrócił do łask w trakcie rządów Jazida (720–724), pisząc gwałtowne satyry przeciwko rebeliantowi Jazidowi Ibn al-Muhallabowi, którego jeszcze niedawno wychwalał w swych wierszach. W tym czasie osiemdziesięcioletni Al-Farazdak już niemal nie opuszczał Basry. Na ostatnich latach jego życia cieniem położyła się rywalizacja pomiędzy Jemenitami i Kajsytami, z których wywodzili się kolejni namiestnicy Iraku. Ze względu na swoje plemienne powiązania A-Farazdak dwukrotnie znalazł się w więzieniu, jednak wypuszczano go ze względu na lokalne poparcie, jakim się cieszył.

## Poezja
Poezja Al-Farazdaka, przekazywana ustnie przez członków plemienia Tamim oraz ceniących ją uczonych z Basry, w większości zachowała się do dzisiaj. Jego dywan obejmuje siedem tysięcy sześćset trzydzieści wierszy i jest największym spośród wszystkich przypisywanych arabskim poetom, chociaż autentyczność wielu tych utworów budzi wątpliwości. W poetyckiej karierze Al-Farazdaka wielką rolę odegrała rywalizacja z innymi poetami, u której podłoża często leżały waśnie plemienne. Najważniejszy tego rodzaju konflikt to wspomniany już spór pomiędzy Jemenitami a Kajsytami, ale największym poetyckim rywalem Al-Farazdaka okazał się należący tak samo jak on do Tamim Dżarir – przy czym Al-Farazdak wywodził się z klanu Mudżaszi, należącego do grupy Darim wewnątrz Tamim, zaś Dżarir do poróżnionego z nim klanu Banu Kulajb. Obaj poeci celowali w pisaniu wierszy nazywanych naka’id (wiersz–kłótnia), obfitujące w inwektywy, pełne sarkastycznej gry słów i drastycznej przesady, zawsze z tym samym metrum i rymem. Naka’id wyrosły ze staroarabskich wierszy-obelg, zaś „Dżarir i Al-Farazdak obrzucali się inwektywami przez czterdzieści lat”. Szczególną cechą kasyd Al-Farazdaka jest zanik lirycznego wstępu, nasibu, tak że często ograniczają się one do części panegirycznej. Jego język i styl wykazują wielką jednorodność – posługuje się powszechnie używanym słownictwem (rzadkie hapaks legomenon) oraz stosuje jedynie pięć rodzajów metrum, przy tym jedynie sporadycznie korzystając z radżaz. Jego dzieło jest godnym uwagi przykładem poezji posługującej się środkami stylistycznymi i językowymi charakterystycznymi dla wschodnioarabskich beduinów.
Arabska tradycja obfituje w związane z nim anegdoty, które często ubarwiają jego życie, koncentrując się na jego kilkunastu żonach, tchórzostwie, sprośności, pijaństwie i sprzedajności. Na inną stronę jego osobowości wskazuje jednak podtrzymywanie znajomości z takimi osobistościami epoki jak recytator Koranu i gramatyk Abu Amr Ibn Al-Ala oraz asceta Hasan al-Basri. Wraz z Dżarirem i Al-Achtalem Al-Farazdak tradycyjnie zaliczany jest do „wielkiej trójki” poetów okresu umajjadzkiego.